# Nikolaj Nenowski

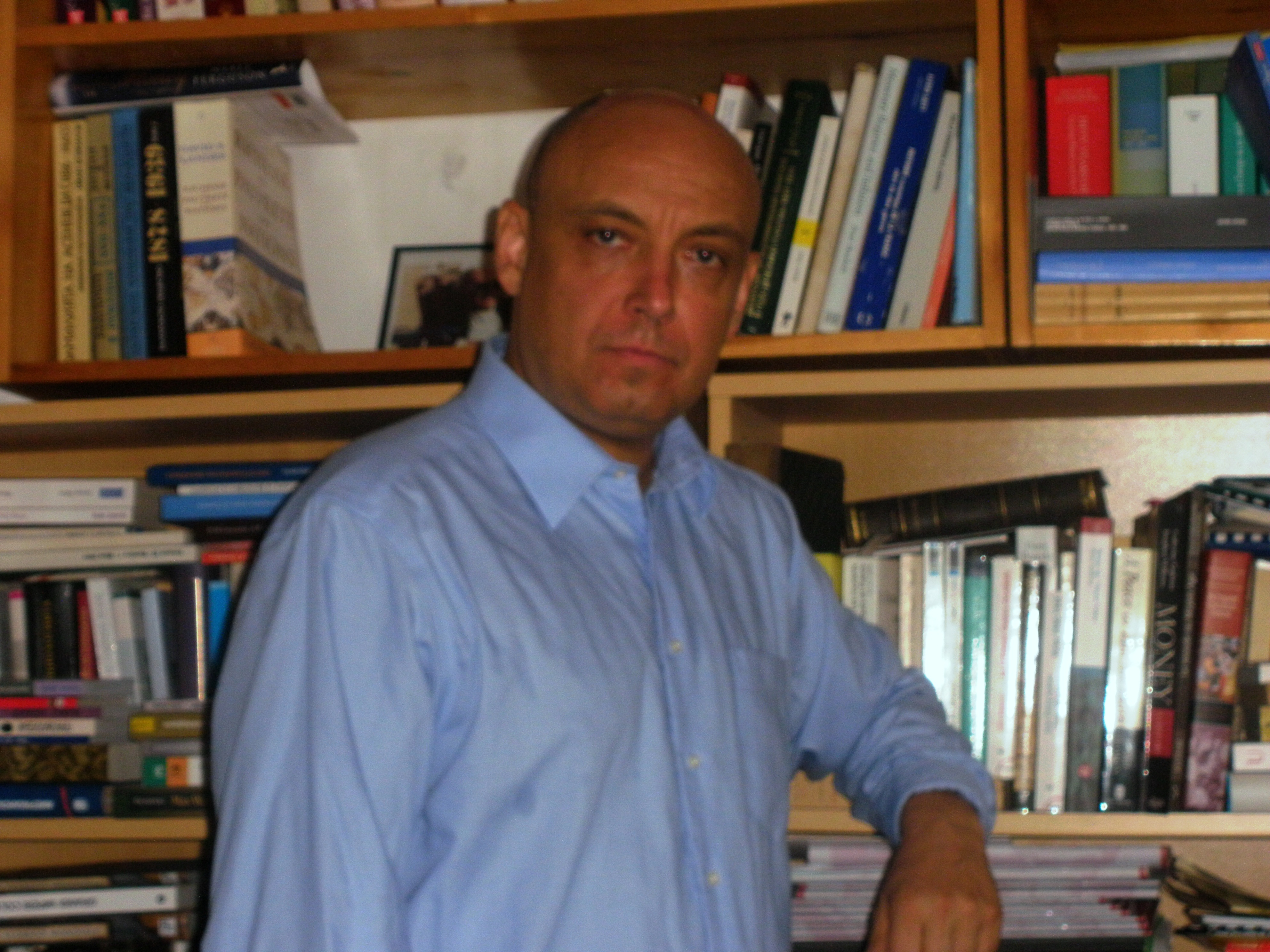
Nikolay Nenovsky (August 2012)

Nikolaj Nenow Nenowski (auch Nikolay Nenov Nenovsky geschrieben, bulgarisch Николай Ненов Неновски; * 26. Juli 1963 in Weliko Tarnowo) ist ein bulgarischer Ökonom.

## Leben
Nenowski studierte 1984–1989 Volkswirtschaftslehre an der Moskauer Lomonossow-Universität sowie 1990–1996 Volkswirtschaftslehre und Finanzwirtschaft in Frankreich und der Schweiz. Seine Doktorarbeit verteidigte er 1995 am Volkswirtschaftlichen Institut der Bulgarischen Akademie der Wissenschaften.
In der Zeit von 1988 bis 1989 arbeitete er beim Rat für gegenseitige Wirtschaftshilfe in Moskau. 1994 arbeitete er als Finanzfachmann bei der Sogenal in Luxemburg. Seit 1997 unterrichtet er Geldtheorie und Internationale Finanzen an der Universität für National- und Weltwirtschaft in Sofia, Lehrstuhl „Finanzwirtschaft und Rechnungswesen“. Auch ist er seit 2000 Lehrbeauftragter an der Universität Orléans. Seit 2006 ist er assoziierter Forscher am International Centre for Economic Research (ICER) in Turin.
Seit dem 1. September 2012 ist Nikolay Nenovsky Professor an der Universität (Université de Picardie) in Amiens.
Seit 1996 arbeitet er an der Bulgarischen Nationalbank, in der Zeit von 2002 bis 2008 war er Mitglied im Gouverneursrat. Daneben ist er Gründungsmitglied der „Bulgarischen Makroökonomischen Gesellschaft“ (2003) und der Bulgarischen Gesellschaft „Friedrich Hayek“ (2002). Er ist ein Sohn von Neno Nenowski, einem bulgarischen Juristen und Mitglied des Verfassungsgerichts der Republik Bulgarien.
Forschungsschwerpunkte von Nikolaj Nenowski sind Geldtheorie und Geldpolitik, Geschichte des ökonomischen Denkens und der Politischen Ökonomie. Außerdem befasst er sich mit den Fragen des Currency Boards in Bulgarien.

## Werke
- N. Nenovsky, K. Tochkov, K. Tochkov: University efficiency and public funding for higher education in Bulgaria. In: Post-Communist Economies. Band 24, Nr. 4, 2012, S. 515–532. doi:10.1080/14631377.2012.729306
- Ivan Kinkel's (1883–1945) theory of economic development. In: European Journal of the History of Economic Thought. Band 22, 2015, S. 272–299. doi:10.1080/09672567.2013.792367
- Monetary order. Critics of monetary theory. (= Soft and Publishing). Siela Edition, Sofia 2007. (240 Seiten)
- Exchange rate Inflation: France and Bulgaria in the interwar period. The contribution of Albert Aftalion (1874–1956). Edition of Bulgarian National Bank, 2005. (70 Seiten, auf Bulgarisch, Englisch und Französisch)
- mit K. Hristov und B. Petrov: From Lev to Euro: Which is the Best Way? Scenarios for Bulgaria integration to EMU. (= Soft and Publishing). Siela Edition, Sofia 2001. (170 Seiten)
- Free Money (the questions of economic theory). Edition of Bulgarian Academy of Sciences, Academic Publishing House “Marin Drinov”, Sofia 2001. (220 Seiten)
- The Demand for Money in Transitional economies. Edition of Bulgarian Academy of Sciences, Academic Publishing House “Marin Drinov”, Sofia 1998. (270 Seiten)
- Deposit Insurance around the World. Issues of Design and Implementation. Hrsg. von Aslı Demirgüç-Kunt, Edward J. Kane und Luc Laeven. MIT Press, Cambridge 2008, ISBN 978-0-262-04254-3.
- Monetary Convergence on the Road to EMU: Conceptual Issues for Eastern Europe. In: K. Yagi, S. Mizobata (Hrsg.): Melting the Boundaries: Institutional Transformation in the Wider Europe. Kyoto University Press, 2008, ISBN 978-4-87698-732-0, S. 129–152.
- mit G. Pavanelli und K. Dimitrova: Exchange rate control in Italy and Bulgaria in the interwar period. History and Perspectives. In: The Experience of Exchange Rate Regimes in South-Eastern Europe in a historical and comparative perspective. Oesterreichische Nationalbank, 2007.
- mit D. Koleva: Le Currency board comme institution : une comparaison des expériences bulgare, estonienne et lithuanienne. In: P. Koleva, N. Ridet-Kroichvilli, J. Vercueil (Hrsg.): Nouvelles Europes. Trajectoires et enjeux économiques. UTBM, France, 2007, S. 109–138.
- mit P. Chobanov: Money market liquidity under currency board–empirical investigations for Bulgaria. In: Financial institutions and development. E. Klein Edition, New York 2005, chapter 6.
- mit M. Berlemann: Currency Boards and Financial Stability: Experiences from Argentina and Bulgaria. In: M. Frenkel, A. Karmann, B. Scholtens (Hrsg.): Sovereign risk and financial crisis. Springer-Verlag, 2004, S. 237–257.
- mit M. Tomova und T. Naneva: The efficiency of banking system in CEE: inequality and convergence to the EU. In: M. Balling, F. Lierman, A. Mullineux (Hrsg.): Financial markets in CEE, Stability and efficiency perspectives. Routledge, London 2004, S. 225–251.
- mit G. Caporale, J. Miller, K. Hristov und B. Petrov: The Banking System in Bulgaria. In: Z. Sevic (Hrsg.): Banking Reforms in South-East Europe. Edward Elgar, London 2002, S. 219–240.